# Société immobilière de Mayotte
La Société immobilière de Mayotte (SIM) est une société anonyme d'économie mixte d'aménagement et de construction dans le département de Mayotte. La SIM est, avec AL'MA, membre du groupe ActionLogement, le principal bailleur social dans le département.

## Historique
C'était une société d'État devenue société anonyme d'économie mixte à la suite d'un arrêté du 28 novembre 1992.
Avec un objectif de construction de plus de 6 000 logements sur les dix ans à venir et d’importants constructions sont lancées à Mayotte,. Un partenariat a été signé, le 16 mai 2023, entre la société immobilière de Mayotte (SIM) et la Croix-Rouge. Celui-ci se veut gagnant-gagnant, grâce à un meilleur accompagnement social de la première, et plus de locaux et d’aide de gestion immobilière pour l’association d’aide humanitaire.

## Objet
La société a pour objet de mener toutes opérations tendant à l'amélioration et au développement de l'habitat ainsi que l'aménagement urbain de Mayotte. Elle a également pour mission de développer le logement en locatif social sur l'île.

## Direction
En 2015, Ahmed Ali Mondroha, anciennement directeur financier, succède à Mahamoud Azihary à la direction générale.

### Site officiel
- Site officiel